# 中村ブン
中村 ブン（なかむら ぶん、1950年2月10日 - ）は、日本の俳優・シンガーソングライター。本名および旧芸名は中村 俊男。生年は1948年ともされる。
福島県白河市出身。攻玉社商業高等学校卒業。劇団日本児童、東京小劇場を経て、ゼロ音楽、テアトル・ド・ポッシュに所属していた。

## 人物・略歴
3人兄弟の次男（兄と弟が居る）。最初は児童劇団に所属し、東映制作のテレビドラマ「柔道一直線」 で俳優デビュー。その後も俳優として多くのテレビドラマ、映画に出演。なお、最初は本名の中村俊男を芸名として活動していたが、ある時に中村雅俊と間違えられて恥をかいたこともあり、自らも出演したテレビドラマ『たんぽぽ』の役名「文吉（ぶんきち）」にあやかり、「日本国内に無さそうな名前」であることから「中村ブン」に改名した。
特技は作詞、作曲。
『ミラーマン兄弟』の企画段階でミラーレッド/鏡拓也に決まっていた他、『ジャンボーグA』では風間一平役で出演している。しかし当初は中村が立花ナオキ役として衣装合わせも済ませていたが、クランクイン直前にスポンサー対策で立花直樹に変更されたと『ウルトラマンAGE』のインタビューで語っている。
シングル曲「かあさんの下駄」 が「土曜ほっとタイム」（NHKラジオ第1放送）「イルカのミュージックハーモニー」（ニッポン放送）などで紹介されたのをきっかけに反響を呼び、2007年に同曲が再リリースされた。また、中村が製作した「欽ちゃんのどこまでやるの!?」テーマ曲「想い出して下さい」は1990年度から中学3年生の音楽教科書にて採用。この他にも、校歌、応援歌などの作詞・作曲を数多く手掛ける。

## 出演歴

### テレビドラマ
- 柔道一直線（1970年、TBS）- 野坂明夫
- プレイガール 第111話「おんな北海流れ者」（1971年、東京12チャンネル）- チンピラ
- おくさまは18歳 第36話「困ったお隣りさん」（1971年、TBS）- カメラマン
- 天下御免（1971年、NHK）
- 刑事くん 第１シリーズ第25話「春遠からじ」（1972年、TBS）- 陣野の息子・キヨシ
- 超人バロム・1 第5話「発狂魔人ミイラルゲ」（1972年、YTV）- 青年
- だから大好き!（1972年、NTV）
- 飛び出せ!青春（1972年、NTV）
- 青春をつっ走れ! 第5話「学園祭でゴメンナサイ!」（1972年、CX）
- 変身忍者 嵐 第33話「ヒマラヤの死神!!」（1972年、MBS）- 若い男
- どっこい大作 第2話 - 第13話・第27話（1973年、NET）- 松川
- ジャンボーグA（1973年、MBS）- 風間一平
  - 第9話「絶体絶命! ジャンボーグA」
  - 第10話「響け! 戦いのトランペット
  - 第14話「恐怖! 夜空に舞う地獄花」- 第19話「危うし! 死の水爆ミサイル」
- 太陽にほえろ! (NTV)
  - 第17話「俺たちはプロだ」（1972年）- サチオ
  - 第50話「俺の故郷は東京だ!」（1973年）- 「エル」の客（黄シャツの男）
  - 第145話「決定的瞬間」（1975年）- 伊藤
  - 第176話「狼の街」（1975年）- 修の仲間
  - 第314話「拝啓ロッキー刑事様」（1978年）- 水道会社作業員
  - 第362話「デイト・ヨコハマ」（1979年）- 中井
- 特別機動捜査隊 (NET)
  - 第654話「矢崎班緊急出動せよ」（1974年）※友情出演
  - 第658話「はみだした青春」（1974年）- 均
  - 第711話「ある幻想の女」（1975年）- 古井勇吉
  - 第755話「甘えるな英太」（1976年）- 田宮英太
- バーディー大作戦（1974年、TBS）
  - 第13話「俺たちはダーティ・ハリー3」
  - 第19話「幽霊と同棲する女」- 絵描きの男
- 高校教師（1974年、12ch）
  - 第17話「燃えよ! 番長」
  - 第24話「さらば番長」
- 非情のライセンス 第1シリーズ 第50話「兇悪の陽だまり」（1974年、NET）- ルーシェン
- 白い牙 第10話「暴力の静かな足音」（1974年、NTV）
- プレイガールQ （12ch）
  - 第4話「エデンの熟れた果実」（1974年） - 沼村
  - 第43話「ハイティーン裸の暴走族」（1975年）- フミオ
- 破れ傘刀舟悪人狩り 第12話「狼の死ぬとき」（1974年、NET）- 健吉
- 痛快!河内山宗俊 第12話「ぬれ手に油の三万両」(1975年、フジテレビ)
- 俺たちの勲章 第3話「愛が哀しい」（1975年、NTV）- ガソリンスタンド店員
- たんぽぽ (NTV) - 文吉
  - 第3シリーズ（1976年）
  - 第4シリーズ（1977年）
- 天下一大物伝（1976年、12ch）- 孔明一郎
- Gメン'75（1976年、TBS）
  - 第39話「ギャングに呼ばれた刑事」- 古賀三郎
  - 第48話「刑事・その恩師の殺意」- 福山平八
  - 第63話「拳銃を撃てない警官」- 三好
- 少年ドラマシリーズ / 11人いる!（1977年、NHK）- アマゾン・カーナイス
- 江戸特捜指令 第23話「大胆不敵! 美女軍団盗みのテクニック」（1977年、MBS）
- 噂の刑事トミーとマツ（TBS)
  - 第1シリーズ 第7話「あぁ 煙突のてっぺんで」（1979年）- オサムの同窓生
  - 第2シリーズ（1982年）
    - 第2話「トミコ大合唱! ムム、なめんなよ」 - ニセ警官
    - 第10話「マツ気絶! 巨大クレーン対ターザントミー」- 中川
    - 第33話「トミマツの喜劇・ターザン拳」 - 米田まこと
- 特捜最前線 第147話「殉職II・帰らざる笑顔!」（1980年、ANB）- 青谷
- 必殺仕事人 第53話「惚れ技 情炎半鐘割り」（1980年、ABC）- 与吉
- 文吾捕物帳 第3話「過去からの使者」（1981年、ANB）
- 大江戸捜査網 第547話「大乱戦 獲物を狙う小悪魔」（1982年、TX）
- 月曜スター劇場 / 源さん（1983年、NTV）
- 世界忍者戦ジライヤ
  - 第17話「夢破I 浜名湖に潜む魔王!」
  - 第18話「夢破II 霊気が燃える大砂丘!」（1988年、ANB）- 花忍黒猿

### 映画
- 激走! 若大将（1976年、東宝）- 林
- 白熱デッドヒート（1977年5月28日、東宝）- スタンドのボーイB
- ドカベン（1977年、東映）- わびすけ
- 仮面ライダー 8人ライダーVS銀河王（1980年、東映）- 羅門ブン

### バラエティ
- 欽ちゃんの週刊欽曜日 (TBS)
- NHK歌謡コンサート（2008年11月、NHK）

## ディスコグラフィ

### シングル
| 発売日                         | 面                             | タイトル                         | 作詞                           | 作曲                           | 編曲                           | 規格                           | 規格品番                       |
| ワーナー・パイオニア / Elektra | ワーナー・パイオニア / Elektra | ワーナー・パイオニア / Elektra   | ワーナー・パイオニア / Elektra | ワーナー・パイオニア / Elektra | ワーナー・パイオニア / Elektra | ワーナー・パイオニア / Elektra | ワーナー・パイオニア / Elektra |
| ------------------------------ | ------------------------------ | -------------------------------- | ------------------------------ | ------------------------------ | ------------------------------ | ------------------------------ | ------------------------------ |
| 1977年4月25日                  | A                              | 花泥棒に行きましたね             | 中村ブン                       | 中村ブン                       | 千代正行                       | EP                             | L-79E                          |
| 1977年4月25日                  | B                              | レコードって一枚いくらするんだい | 中村ブン                       | 中村ブン                       | 千代正行                       | EP                             | L-79E                          |
| 1978年4月25日                  | A                              | カモメ                           | 中村ブン                       | 中村ブン                       | 千代正行                       | EP                             | L-214E                         |
| 1978年4月25日                  | B                              | 少しは涙を流してみろよ           | 中村ブン                       | 中村ブン                       | 千代正行                       | EP                             | L-214E                         |
| 1978年11月25日                 | A                              | 冬                               | 中村ブン                       | 中村ブン                       | 石川鷹彦                       | EP                             | L-247E                         |
| 1978年11月25日                 | B                              | かぜ                             | 中村ブン                       | 中村ブン                       | 石川鷹彦                       | EP                             | L-247E                         |
| 1979年11月                     | A                              | かあさんの下駄                   | 中村ブン                       | 中村ブン                       | 渡辺勝                         | EP                             | L-326E                         |
| 1979年11月                     | B                              | 貧しいけれど                     | 中村ブン                       | 中村ブン                       | 渡辺勝                         | EP                             | L-326E                         |
|                                | A                              | 雷おやじ                         | 中村ブン                       | 中村ブン                       | 千代正行                       | EP                             | TPW-001                        |
| B                              | 渋谷でのんだくれてる           |                                  | 中村ブン                       | 中村ブン                       | 千代正行                       | EP                             | TPW-001                        |
| テイチクエンタテインメント     |                                |                                  |                                |                                |                                |                                |                                |
| 2008年5月11日                  | 1                              | かあさんの下駄                   | 中村ブン                       | 中村ブン                       |                                | CD                             | TECA-12142                     |
| 2008年5月11日                  | 2                              | 仕立物承り                       | 中村ブン                       | 中村ブン                       |                                | CD                             | TECA-12142                     |
| 2012年9月12日                  | 1                              | ぼけ経                           |                                |                                |                                | CD                             | UICZ-5056                      |
| 2012年9月12日                  | 2                              | 雷おやじ                         | 中村ブン                       | 中村ブン                       |                                | CD                             | UICZ-5056                      |
| 2016年11月23日                 | 1                              | 風花の頃                         |                                |                                |                                | CD                             | FBCM-208                       |
| 2016年11月23日                 | 2                              | 風に吹かれて                     |                                |                                |                                | CD                             | FBCM-208                       |

### アルバム
| 発売日                         | アルバム | 規格                           | 規格品番                       |
| ワーナー・パイオニア / Elektra | ワーナー・パイオニア / Elektra | ワーナー・パイオニア / Elektra | ワーナー・パイオニア / Elektra |
| ------------------------------ | --- | ------------------------------ | ------------------------------ |
| 1977年                         | とり残されて ※ 作詞・作曲：中村俊男、編曲：千代正行 ※ LP時は中村俊男名義で、CD時は中村ブン名義 A面 1. 白いさざんか 2. ばあちゃん 3. レコードって一枚いくらするんだい 4. 夕やけ空がにげてくぞ 5. 娘に B面 1. 花泥棒に行きましたね 2. 自転車にのって 3. すみれの花 4. にゃ～ごろう 5. 渋谷でのんだくれてる 6. 静寂                                                                                           | LP                             | L-10072E                       |
| 1989年6月25日                  | とり残されて ※ 作詞・作曲：中村俊男、編曲：千代正行 ※ LP時は中村俊男名義で、CD時は中村ブン名義 A面 1. 白いさざんか 2. ばあちゃん 3. レコードって一枚いくらするんだい 4. 夕やけ空がにげてくぞ 5. 娘に B面 1. 花泥棒に行きましたね 2. 自転車にのって 3. すみれの花 4. にゃ～ごろう 5. 渋谷でのんだくれてる 6. 静寂                                                                                           | CD                             | 22L2-82                        |
|                                | 中村ブンベスト／冬のあとはいやでも春～ベスト 週刊欽曜日 1. 想い出してください 2. カモメ 3. 花泥棒に行きましたね 4. 風の中の天使たち 5. 自転車に乗って 6. 夕やけ空がにげてくぞ 7. 雷おやじ 8. 季節外れの走馬灯 9. 少しは涙を流してみろよ 10. 母さんの下駄 11. ふりむくな哀 12. 冬 | CD                             | PCL-508                        |
|                                | 中村ブンコンサートあした元気になあれ Disc1 1. シーズン（ピアノ・ソロ） 2. シーズン 3. 想い出してください 4. たわし先生 5. 自転車にのって 6. 雷おやじ 7. 風の中の天使たち 8. いいね旅は 9. 終恋 Disc2 1. ムーンライト・ラブソング 2. ミシガンの湖 3. とりあえずビール 4. ひだまり 5. 風の花 6. 夕やけ空がにげてくぞ 7. かあさんの下駄 8. 四十センチの窓 9. ふりむくな哀 10. あした元気になあれ 11. 人がいる | CD                             |                                |

## 提供楽曲
- イルカ『終恋』
- サンドイッチ『想い出して下さい（作詞のみ）』
- 内藤やす子『哀しみゆらゆら』
- フランキー堺『昭和シングル／雷おやじ（作詞も）』
- 山本伸吾『自転車泥棒』

## 著書
- 風の中の天使たち 僕らの甲子園
- かあさんの下駄 パント末吉（画）
- 「ぼけ経」老いの応援歌

## 関連
- 『Knight andN day』- 石ノ森章太郎の漫画作品。明言はされていないが、中村ブンをモデルにした登場人物が作中で『かあさんの下駄』を弾き語りする。『かあさんの下駄』の歌詞も引用され、作詞・作曲者として中村ブンの名前が表記されている。現実に発売された『かあさんの下駄』のレコードのジャケット画も、石ノ森が手がけている。
- 「花泥棒に行きましたね」同名曲を石ノ森章太郎が萬画化。週刊少年サンデー1977年36号掲載